# 정맥혈전증
정맥혈전증(Venous thrombosis)은 혈전에 의해 발생하는 정맥 차단이다. 정맥혈전증의 주된 형태는 심부정맥 혈전증(DvT)으로, 정맥에서 혈전이 발생할 때 나타난다. 색전증이 폐에 나타나면 폐색전증(PE)으로 발전한다.